# Det höres en susning
Det höres en susning är en psalm med text skriven 1910 av C P Wintersborg och musiks skriven av okänd upphovsman. Texten översattes 1930 till svenska av Paul Ongman och bearbetades 1960 av Daniel Hallberg.

## Publicerad i
- Segertoner 1988 som nr 371 under rubriken "Fader, son och ande - Anden, vår hjälpare och tröst".[1]